# Jethou
Jethou (IPA: [ˈdʒɛt.huː]) és una petita illa que integra les Illes Anglonormandes. Administrativament forma part del batllia de Guernsey, i per tant, forma part de les Dependències de la Corona britànica. Queda immediatament al sud de l'illa de Herm i té una superfície aproximada de 18 hectàrees. Segons les llegendes l'any 709 una tempesta va acabar per separar-la de l'illa de Herm, amb la qual fins aleshores formaven una sola unitat. Es tracta d'una illa amb caràcter privat, per tant aquesta no és oberta al públic ni al turisme. Actualment l'usdefruit de l'illa pertany a sir Peter Ogden.